# Fundación Pave the Way
La Fundación Pave the Way (Construir el Camino) es una organización no sectaria cuya misión es identificar y eliminar todos aquellos obstáculos no teológicos que existen entre las distintas religiones. La fundación fue creada por el empresario estadounidense Gary Krupp en el año 2003 quien es además su actual presidente. 

## Gary Krupp
La creación de la fundación fue motivada por el empeño de Gary Krupp —un empresario estadounidense de origen judío— en aclarar la actuación del Papa Pío XII durante la Segunda Guerra Mundial y su relación con el nazismo. Krupp creció despreciando a Pío XII, hasta que leyó el libro de Dan Kurzman "A Special Mission" (Una Misión Especial), en el que el general alemán Karl Wolff afirma que Adolfo Hitler planeaba apoderarse de la Ciudad del Vaticano y secuestrar a Pío XII. 
Otro hecho que hizo que Krupp cambiara su opinión respecto a Pío XII, fue la prueba de que "El Vicario", la famosa obra del comunista alemán Rolf Hochhuth, se apoyó en documentos vaticanos manipulados, como parte de un complot secreto del KGB para desacreditar a la Santa Sede. Esta información fue revelada por el miembro de la KGB el teniente general Ion Mihai Pacepa.

### Reconocimientos
- El 29 de julio de 2000 Gary Krupp fue investido por el papa Juan Pablo II como Caballero Comandante de la Pontificia Orden Ecuestre de Caballeros de San Gregorio Magno.[2]
- El 13 de julio de 2005, la reina Isabel II aprueba la designación de Gary Krupp como Caballero de la Orden del Hospital de San Juan de Jerusalén.
- El señor Krupp también fue galardonado por la Jewish National Fund con el premio Centennial Tree of Life.
- El 13 de junio de 2006 Gary Krupp y su esposa Meredith fueron galardonados por la Santa Sede con el premio "Servitor Pacis" (Servidores de la Paz).

## Su obra
En los pocos años de vida de la fundación, esta realizó una serie de actos y declaraciones tendentes a favorecer un mayor entendimiento entre las distintas religiones, entre las que se pueden mencionar:
- Encuentro del Papa Juan Pablo II con 160 rabinos y líderes judíos de Estados Unidos, Europa e Israel en la ciudad de Roma el 17 de enero de 2005.[3]
- Encuentro de la comisión directiva de Pave the Way con el Gran Muftí de Jerusalén.[4]
- Trabajo en conjunto con la Iglesia Armenia de Tierra Santa.[5]
- El Caso Williamson: la fundación condenó las declaraciones del obispo Richard Williamson y a su vez criticó la cobertura que los medios de comunicación hicieron del caso por haber omitido gran parte de los detalles del caso que provocaron un gran malentendido en la opinión pública del mundo. Entre éstos detalles se puntualiza que el levantamiento de la excomunión a la Fraternidad Sacerdotal San Pío X no significa que esta esté en comunión con la Iglesia Católica y que para ello debe aceptar las conclusiones del Concilio Vaticano II, entre ellas el documento Nostra Aetate que condena al antisemitismo como pecado. La declaración concluye que las opiniones de un solo hombre no pueden dañar las relaciones Judeo-Católicas.[6]